# Marco Porcio Catón (cónsul 118 a. C.)
Marco Porcio Catón Liciniano  fue un político y militar de la República romana,  cónsul del año 118 a. C. con Quinto Marcio Rex como colega.

## Familia
Hijo mayor de Marco Porcio Catón Liciniano y de Emilia. Al igual que su abuelo, Catón el Censor, era un orador vehemente, y dejó tras de sí muchos discursos escritos.

## Carrera política
En el año 118 a. C. fue cónsul con Quinto Marcio Rex como colega y aquel mismo año murió en África donde probablemente trataba de arreglar las diferencias entre los herederos de Micipsa en Numidia.